# Halichondria fallax
Halichondria fallax är en svampdjursart som först beskrevs av Marshall 1892.  Halichondria fallax ingår i släktet Halichondria och familjen Halichondriidae. Inga underarter finns listade i Catalogue of Life.